# Phasmotaenia godeffroyi
Phasmotaenia godeffroyi är en insektsart som först beskrevs av Ludwig Redtenbacher 1908.  Phasmotaenia godeffroyi ingår i släktet Phasmotaenia och familjen Phasmatidae. Inga underarter finns listade i Catalogue of Life.